# Toshiba 4S

Реактор 4S в разрезе.

Toshiba 4S — мини-АЭС, мини атомный реактор.
Разработана компанией Toshiba в сотрудничестве с Центральным исследовательским институтом электроэнергетики Японии (CRIEPI). Станция 4S (расшифровывается как Super-Safe, Small and Simple, сверхнадежный, маленький и простой) по заявлению разработчиков должна проработать 30 лет без перезагрузки топлива. Реактор и весь комплекс АЭС не нуждается в постоянном обслуживании — необходим лишь эпизодический контроль.
Мощность 10 мегаватт с возможностью создания в будущем 50 мегаваттной версии. Топливо — металлический сплав урана, плутония и циркония. Габариты наземного сооружения 22×16×11 м, активная зона расположена в герметичной цилиндрической шахте глубиной 30 м.
4S - натриевый реактор на быстрых нейтронах, использующий панели-отражатели нейтронов вокруг активной зоны для поддержания плотности потока нейтронов. Эти же панели заменяют управляющие стержни, позволяя заглушить цепную реакцию в случае аварии. В Toshiba 4S в качестве охладителя используется жидкий натрий, позволяющий поднять эксплуатационную температуру реактора на 200 по сравнению с использованием воды. Использование натрия в качестве охладителя, остающегося жидкостью при более высоких, по сравнению с водой, температурах, позволяет сохранять малое давление в реакторе при этих температурах.
Энергоблок реакторов Toshiba 4S предлагалось установить на атомной электростанции Галена, но после закрытия данного проекта Toshiba отказалась от сертификации конструкции.
Данная технология может быть использована при создании реактора на бегущей волне, после того как Toshiba и TerraPower подписали соглашение о неразглашении.
В СССР существовал аналогичный проект реактора «Елена».
Демонстрационный прототип «Елены» уже 12 лет успешно работает в Институте атомной энергии.